# Cheryl Araujo
Cheryl Ann Araujo (nacida el 28 de marzo de 1961 – fallecida el 14 de diciembre de 1986), fue una mujer estadounidense de origen portugués, que fue violada en grupo en 1983 a la de edad 21 años, fue atacada por cuatro hombres en una taberna en la ciudad de New Bedford, Massachusetts, mientras otros hombres, según se dijo, solo miraron los hechos pero no intervinieron. Su caso sería noticia nacional, llamó la atención y tuvo una extensa cobertura de medios de comunicación por las pruebas de violación.
Durante el enjuiciamiento del caso, los abogados de los acusados interrogaron a Araujo hasta tal punto sobre su propia vida y actividades que el caso se volvió ampliamente visto como un modelo para "culpar a la víctima" en casos de violación. Su caso fue ampliamente conocido como "violación de Big Dan", por el nombre del bar en el que ocurrió el ataque.
La población de New Bedford, confino a Cheryl Araujo, sin nadie con quien hablar se mudó con su familia a Miami para hacer una nueva vida. Poco después, el 14 de diciembre de 1986, murió en un accidente automovilístico cerca de su casa.
Su caso provocó un debate nacional en ese momento sobre la transmisión del juicio, durante el cual se dio a conocer su nombre. Algunos estados han aprobado leyes para proteger los nombres de las víctimas de violación. Los casos judiciales han intentado resolver cuestiones de interés periodístico, libertad de prensa e interés estatal, así como la privacidad personal. Su caso fue la base de la película The Accused (1988) protagonizada por Jodie Foster .

## Violación
El 6 de marzo de 1983, después de poner a dormir a sus dos hijas y después de salir de una fiesta de cumpleaños para la hija mayor, Araujo salió de su casa en New Bedford, Massachusetts, para comprar cigarrillos. La tienda en la que solía comprar estaba cerrada, por lo que se detuvo en taberna de Big Dan's Tavern para comprar cigarrillos en la máquina expendedora.
Los informes difieren sobre cuánto tiempo pasó Araujo en el bar antes del asalto, pero aparentemente tomó una copa y socializó con una camarera que conocía y luego vio a algunos hombres jugando al billar en la parte trasera de la taberna. Cuando intentó regresar al área del bar, Joseph Vieira y Daniel Silva la atacaron y comenzaron a arrancarle la ropa. Un tercer hombre la agarró por detrás y la arrojó sobre la mesa de billar del bar. La desnudaron por debajo de la cintura y varios hombres la violaron. Según el informe original de Araujo a la policía, ella escuchó a la gente "reír, vitorear, gritar", pero nadie respondió a sus gritos de ayuda. El cantinero Carlos Machado testificó más tarde que cuando trató de llamar a la policía, Virgilio Medeiros bloqueó su acceso al teléfono y que otros clientes del bar estaban demasiado intimidados para intervenir.
Las declaraciones iniciales de Araujo de que había una multitud de hombres animando a los violadores fueron cuestionadas en el juicio. Los informes iniciales de la policía de que había "entre 12 y 15 espectadores" fueron ampliamente difundidos por los medios de comunicación y provocaron la indignación pública, aunque solo había diez personas en el bar durante el ataque: la víctima, los seis acusados, el camarero, un cliente. que intentó llamar a la policía y un borracho dormido. Araujo admitió en el juicio que, a causa del trauma del asalto, no podía estar segura de cuántos hombres había en el bar, pero sí escuchó vítores. De hecho, uno de los hombres presentes testificó que gritó "¡Adelante!" durante el ataque.
Finalmente, Araujo luchó contra sus atacantes y corrió semidesnuda a la calle, gritando que había sido violada. Tres estudiantes universitarios que pasaban en una camioneta se encontraron con Araujo en la calle y la llevaron al hospital más cercano.

## Enjuiciamiento
Acusó a seis hombres en relación con la violación; cuatro, Víctor Raposo, John Cordeiro, Joseph Vieira y Daniel Silva, fueron acusados de violación agravada; y dos, Virgilio Medeiros y José Medeiros (sin relación), fueron acusados de "empresa conjunta" (es decir, alentar un acto ilegal y no actuar para detenerlo). Según los informes, solo se llevaron a cabo dos juicios, uno para los cuatro hombres acusados de violación agravada y otro para los dos acusados de empresa conjunta, para evitar que los hombres testificaran entre sí.
Los tres estudiantes universitarios que llevaron a Araujo al hospital testificaron sobre su estado de terror cuando la encontraron. Los abogados defensores interrogaron a la víctima sobre su vida personal, sugiriendo que ella había incitado o de alguna manera merecía el ataque. Durante la cobertura televisiva en vivo del juicio en los EE. UU., se transmitió el nombre de la víctima, aunque los nombres de las víctimas generalmente no se divulgaban al público en los casos de violación en ese momento. Después de permitir la cobertura de televisión, los tribunales tenían derecho a evitar la divulgación del nombre de la mujer, pero no lo hicieron. Los tribunales luego amonestaron a la prensa por revelar su nombre.
Los cuatro acusados fueron condenados por violación agravada; los otros dos hombres fueron absueltos. La mayoría de los hombres acusados cumplieron una condena de seis años y medio.

## Problemas de cobertura de los medios
Los juicios atrajeron la atención internacional. La gente de la comunidad mayoritariamente portuguesa de New Bedford sintió que el caso fue un catalizador para agitar la discriminación étnica y el sentimiento antiinmigrante. Dado que parte de la cobertura de los medios de comunicación fue de naturaleza xenófoba, la comunidad portuguesa fue objeto de insultos racistas, mientras que varios testigos que testificaban contra los acusados recibieron amenazas de muerte. La revista pornográfica de Larry Flynt , Hustler distribuyó postales inventadas con la leyenda "Saludos desde New Bedford, Massachusetts, la capital portuguesa de las violaciones en grupo de América" y mostraba a una mujer desnuda acostada en una mesa de billar.
Este caso se sumó al debate de si las víctimas de violación tenían derecho a la privacidad debido a la naturaleza del delito.  El fiscal dijo que creía que las víctimas debían ser protegidas haciendo que los juicios se cerraran, a fin de proteger su privacidad. Sintió que la publicidad podría disuadir a las víctimas de violación de intentar obtener justicia.. Hubo una considerable controversia en ese momento sobre la transmisión del juicio por violación. Las transmisiones recibieron una amplia audiencia. Como se señaló posteriormente en un estudio, "la publicación del nombre de una víctima de violación invade gravemente los intereses de privacidad personal de la víctima y expone a la víctima a una variedad de problemas sociales y psicológicos".
Hubo un debate nacional sobre la cuestión de la divulgación del nombre de la víctima, y el senador estadounidense Arlen Specter de Pensilvania celebró audiencias de subcomité sobre el tema de los juicios televisados después de la conclusión de este caso. Los partidarios de la transmisión de juicios penales sintieron que los locutores deberían haber usado su capacidad de edición para borrar el nombre de Araujo.  Como señaló Peter Kaplan, Specter dijo: "Hay que pensar mucho para proteger los derechos de los testigos y los acusados". Añadió: "Si esto pudiera lograrse, sería muy deseable televisar los casos de violación, casos de abuso infantil y otros delitos". Otros partidarios también creían que era importante mostrar el proceso judicial.
Otras preocupaciones sobre la cobertura mediática de este caso se relacionaron con la repetición por parte de la prensa del primer informe policial, sin la debida atribución. Publicaron el relato inicial de Araujo sobre una multitud vitoreando en el bar. Se descubrió que había menos hombres en la taberna de los que ella afirmaba; Durante el juicio, dijo que el ataque la angustió y distorsionó el número. Pero el primer relato dramático tuvo poder de permanencia; se repitió incluso después de que se publicaran y difundieran relatos más precisos sobre los hechos.

## Vida y posterior muerte
Cheryl Araujo fue mal vista y condenada al ostracismo en New Bedford. Poco después de terminar el juicio, se mudó a Miami, Florida, junto con sus dos hijas, su novio de secundaria y su padre, para encontrar el anonimato ingreso a la escuela para convertirse en secretaria.
El 14 de diciembre de 1986, alrededor de las 4:46 pm, Araujo regresaba de su show navideño en Tropical Park con sus hijas cuando perdió el control de su auto y golpeó un poste de cemento en la puerta del lado del conductor. El brazo de su hija de 4 años se rompió mientras que su hija de 6 años sufrió heridas leves. Araujo murió por múltiples heridas en el accidente. Tenía 25 años.
Inicialmente, las fuentes difieren sobre la causa del accidente. Al principio, en los días posteriores al accidente, Associated Press informó que, según la Patrulla de Carreteras de Florida , "no se conocía la causa del accidente. Los investigadores habían dicho que el alcohol o las drogas no estaban involucrados". Al mismo tiempo, The New York Times también informó que "el agente Ed Rizera, que investigó el accidente, [había] dicho que no había una causa aparente para el accidente, pero que habría una nueva investigación de homicidio".
Aproximadamente una semana después, llegó información contradictoria de United Press International y Associated Press. Ambas agencias de noticias informaron ahora que Araujo supuestamente estaba gravemente intoxicada en el momento del accidente. Según Valerie Rao, de la oficina del médico forense del condado de Dade en Miami, Araujo "tenía un nivel de alcohol en sangre casi tres veces superior al nivel al que uno se considera legalmente borracho cuando perdió el control de su automóvil en South Miami ". Según la misma fuente, los funcionarios revelaron que Araujo "había pasado más de la mitad del año" en un centro de desintoxicación de Miami y en un programa residencial de tratamiento por abuso de drogas y alcohol para mujeres "
Aproximadamente dos años después, un artículo en The Washington Post sobre el alcoholismo en mujeres se refería específicamente al caso de Araujo, afirmando que lo más probable es que el alcohol haya sido un factor determinante en el accidente.

## Legado
El largometraje dramático The Accused (1988) se basó libremente en este caso. Protagonizada por Jodie Foster , quien ganó el Premio de la Academia a la Mejor Actriz por su interpretación de la mujer atacada, y Kelly McGillis como asistente del fiscal de distrito procesando el caso. Durante las entrevistas relacionadas con la película, McGillis reconoció que también había sobrevivido a un asalto y una violación. Habló de su larga lucha por superar el ataque y de su decisión de hablar de ello con la esperanza de ayudar a otras víctimas.
En 2019, se lanzó el libro de la autora Karen Curtis The Accuser: The True Story of the Big Dan's Gang Rape Victim . Curtis entrevistó a las hijas de Araujo en 2006 y recuerdan que una "camioneta blanca las sacó de la carretera". Curtis obtuvo el informe del accidente de FHP que confirmó la historia de las niñas. El informe se publica en el libro. Las fotos del accidente, incluidas las de Araujo muerta en el lugar, también se publican en el libro junto con los informes de autopsia y toxicología. El acusador también profundiza en los dos juicios por violación que fueron cubiertos por medios de todo el mundo con cámaras en la sala del tribunal y cómo Araujo fue sacada de la ciudad después de las condenas. Curtis también publicó extractos de la transcripción de la audiencia del comité judicial del Senado convocada después de los juicios que condenaron la cobertura televisiva. El testimonio lascivo se transmitió durante la mitad del día cuando los niños regresaban a casa de la escuela.
En 2020, el caso Araujo apareció como un episodio de la serie documental de Netflix Trial by Media ; el episodio "Big Dan's" explora el efecto que tuvo la transmisión del juicio en Araujo, la comunidad de New Bedford y la sociedad estadounidense en general.

## Lectura adicional
- Curtis, Karen M. El Acusador: La Historia Cierta de la víctima de Violación de la Pandilla del Dan Grande.
- Benedict, Helen. Virgen O Vampiresa: Cómo los Delitos de Sexo de Cubiertas de Prensa, Nueva York: Oxford Prensa Universitaria, 1992.
- Chancer, Lynn S. Nuevo Bedford, Massachusetts, Marcha 6, 1983 @– Marcha 22, 1984: El "Antes y Después de que" de una Violación de Grupo. SAGE, 2009. https://doi.org/10.1177/089124387001003002.